# Liste de jeux en ligne massivement multijoueurs
 (mai 2017).
Liste de jeux en ligne massivement multijoueurs, organisée par genre, puis alphabétiquement par nom.
Ces jeux vidéo utilisent des interfaces utilisateur dédiées, et sont en trois dimensions pour la plupart.

## Médiéval-fantastique
| Titre                                        | Développeur                 | Éditeur                           | Date de sortie             | Activité                                 |
| -------------------------------------------- | --------------------------- | --------------------------------- | -------------------------- | ---------------------------------------- |
| 4Story                                       | Zemi Interactive            | Zemi Interactive                  | avril 2007                 | -                                        |
| 650 km : Perdu dans l'océan                  | Omegames                    | Omegames                          | février 2006               | -                                        |
| 8BitMMO                                      | Archive Entmt               | Archive Entmt.                    | décembre 2014              | -                                        |
| 9Dragons                                     | Indy 21                     | Games Campus                      | mars 2008                  | -                                        |
| A Tale in the Desert                         | Desert Nomad Studios        | Desert Nomad Studios              | août 2019                  | -                                        |
| A3                                           | A3 India                    | A3 India                          | juin 2005                  | -                                        |
| A3: Still Alive                              | A3 India                    | Netmarble                         | décembre 2022              | -                                        |
| Aberoth                                      | Jarbit                      | Jarbit                            | juillet 2015               | -                                        |
| ACE Online                                   | Yedang Entertainment        | Suba Games, Wicked Interactive    | mai 2006                   | -                                        |
| Achaea, Dreams of Divine Lands               | Iron Realms Entertainment   | Iron Realms Entertainment         | septembre 1997             | -                                        |
| AD2460                                       | Fifth Season AS             | Fifth Season AS                   | janvier 2015               | -                                        |
| Aetolia: The Midnight Age                    | Iron Realms Entertainment   | Iron Realm Entertainment          | aoüt 2019                  | -                                        |
| Age of Conan: Hyborian Adventures            | Funcom                      | Eidos Interactive                 | mai 2008                   | -                                        |
| Age of Wulin                                 | Snail Game                  | Gala Networks Europe              | juillet 2013               | -                                        |
| Aion: The Tower of Eternity                  | NCsoft                      | NCsoft                            | septembre 2009             | -                                        |
| Allods Online                                | Astrum Nival                | Gala Networks Europe              | mai 2011                   | -                                        |
| Anarchy Online                               | Funcom                      | Funcom                            | juin 2001                  | -                                        |
| Arena                                        | Ankama Games                | Ankama Games                      | 21 juin 2010               | 14 octobre 2014                          |
| Archlord                                     | NHN Games                   | Codemasters                       | octobre 2006               | -                                        |
| Asheron's Call                               | Turbine                     | Microsoft                         | janvier 2000               | -                                        |
| Asheron's Call 2                             | Turbine                     | Microsoft                         | décembre 2002              | Jeu arrêté en 2005                       |
| Blade and Soul                               | NCsoft                      | NCsoft                            | 2010                       | -                                        |
| Cabal Online                                 | ESTsoft Corp.               | Games-Masters                     | janvier 2007               | -                                        |
| Castle of Heroes                             | Snail Games                 | gPotato Europe                    | mars 2010 (Europe)         | -                                        |
| Conquer Online                               | TQ Entertainement           | TQ                                | 2003                       | -                                        |
| Conqueror's Blade                            | Booming Games               | Booming Games                     | 2019                       | -                                        |
| Dark Age of Camelot                          | Mythic Entertainment        | Goa                               | octobre 2001               | -                                        |
| Dark and Light                               | NP Cube                     | Farlan                            | juin 2006                  | Jeu arrêté en 2008 puis relancée en 2017 |
| Darkfall                                     | Aventurine SA               | Audiovisual Enterprises SA        | février 2009               | -                                        |
| Darkfall: Unholy Wars                        | Aventurine SA               |                                   | avril 2013                 | -                                        |
| Dofus                                        | Ankama Games                | Ankama Games                      | 1er septembre 2004         | -                                        |
| Dragon Nest                                  | Eyedentity Games            | eFusion                           | mars 2013                  | -                                        |
| Dragon Quest X                               | Square Enix                 | Square Enix                       | aout 2012                  | -                                        |
| Dragonica                                    | Gravity                     | Gala Networks Europe              | mars 2013                  | -                                        |
| Dungeons and Dragons Online: Stormreach      | Turbine                     | Atari                             | février 2006               | -                                        |
| Earth and Beyond                             | Westwood Studios            | Electronic Arts                   | septembre 2002             | -                                        |
| The Elder Scrolls Online                     | ZeniMax Online Studios      | Bethesda Softworks                | avril 2014                 | -                                        |
| EverQuest                                    | Verant Interactive          | Sony Online Entertainment         | février 1999               | -                                        |
| EverQuest II                                 | Sony Online Entertainment   | Sony Online Entertainment         | novembre 2004 (États-Unis) | -                                        |
| Evony                                        | Evony, LLC                  |                                   | mai 2009                   | -                                        |
| Fiesta Online                                |                             | gamigo                            | 2007                       | -                                        |
| Final Fantasy XI                             | Square Enix                 | Square Enix                       | septembre 2004             | -                                        |
| Final Fantasy XIV                            | Square Enix                 | Square Enix                       | septembre 2010             | -                                        |
| Florensia                                    | NETTS                       | Burda:ic                          | octobre 2008               |                                          |
| Flyff                                        | Gala Lab                    | Gala Networks Europe              | décembre 2005              | -                                        |
| Guild Wars                                   | ArenaNet                    | NCsoft                            | avril 2005                 | -                                        |
| Guild Wars 2                                 | ArenaNet                    | NCsoft                            | août 2012                  | -                                        |
| Hero Online                                  | NetGame                     | MGame                             | 2006                       | -                                        |
| KAL-Online                                   | InixSoft                    | Plenus                            | 2004                       | -                                        |
| Knight Online                                | MGame                       | Terra ICT                         | juillet 2004               | -                                        |
| Landes Eternelles                            | Association                 | Association des Landes Eternelles | 2006                       | -                                        |
| Last Chaos                                   | Aeria Games                 | Aeria Games                       | 2007 (Europe)              | -                                        |
| Lineage                                      | NCsoft                      | NCsoft                            | septembre 1998             | -                                        |
| Lineage II                                   | NCsoft                      | NCsoft                            | novembre 2004              | -                                        |
| Lunia: Record of Lunia War (en)              | allm                        | Nexon                             | mai 2007                   | -                                        |
| MapleStory                                   | Wizet                       | Nexon                             | avril 2003                 | -                                        |
| The Matrix Online                            | Monolith Productions        | Sony Online Entertainment         | avril 2005                 | -                                        |
| Metin2                                       | SilverBirch Studio/Ymir Co. | Gameforge AG                      | juin 2007                  |                                          |
| Minions of Mirth                             | Prairie Games               | Prairie Games                     | décembre 2005              | -                                        |
| Mortal Online                                | Star Vault                  | Star Vault                        | juin 2010                  | -                                        |
| MUME                                         | Élèves de l'EPFL            | Aucun                             | Janvier 1992               | -                                        |
| MountyHall, La Terre des Trõlls              | VYS                         | JeuxWeb.org                       | novembre 2001 (Belgique)   | -                                        |
| Neverwinter Nights                           | America Online              | America Online                    | 1991                       | Jeu arrêté en 1997                       |
| Neverwinter                                  | Cryptic Studios             | Perfect World Entertainment       | 2013                       | -                                        |
| OpenRPG                                      | Pasquelin Alban             | OpenRPG                           | 2007 (Europe)              | -                                        |
| Perfect World                                | Beijing Perfect World       | Beijing Perfect World             | 2007 (Europe)              | -                                        |
| Phantasy Star Online 2                       | Sonic Team                  | Sega                              | juillet 2012               | -                                        |
| Pirates of the Burning Sea                   | Flying Lab Software         | Sony Online Entertainment         | janvier 2008               | -                                        |
| PristonTale 2: 2nd Enigma                    | Yedang Online               | Yedang Online                     | 2009                       | -                                        |
| Quatrième Prophétie, La                      | Vircom                      | Goa                               | 1999                       | -                                        |
| Ragnarök Online                              | Gravity                     | Gravity                           | août 2002                  | -                                        |
| Ragnarök Online 2: Legend of the Second      | Gravity                     | Gravity                           | mai 2013                   | -                                        |
| RaiderZ                                      | MAIET Entertainment         | Perfect World                     | 20 novembre 2012           | -                                        |
| Rakion                                       | Softnyx                     | Mobius                            | décembre 2005              | -                                        |
| Rappelz                                      | Gpotato                     | Gala Networks Europe              | octobre 2007               | -                                        |
| Regnum Online                                | NGD Studios                 | NGD Studios                       | mai 2007                   | -                                        |
| RF Online                                    | CCR Inc                     | Codemasters                       | février 2006               | -                                        |
| Rift: Planes of Telara                       | Trion Worlds                | Ubisoft                           | mars 2011                  | -                                        |
| Roblox                                       | Roblox Corporation          | Roblox Corporation                | juin 2004                  | -                                        |
| ROSE Online                                  | Gravity Interactive         | Gravity Interactive, Inc.         | décembre 2005              | -                                        |
| Runes of Magic                               | Runewaker Entertainment     | Gameforge AG                      | mars 2009                  | -                                        |
| RuneScape                                    | Jagex                       | Jagex                             | janvier 2001               | -                                        |
| Rusty Hearts                                 | Stairway Games              | Perfect World                     | 2011                       | -                                        |
| Le Seigneur des anneaux online               | Turbine                     | Turbine                           | avril 2007                 | -                                        |
| Shadowbane                                   | Wolfpack Studios            | Ubisoft                           | mars 2003                  | -                                        |
| Shaiya: Light and Darkness                   | SonoV                       | Aeria Games                       | 2007                       | -                                        |
| Silkroad Online                              | Joymax                      | Joymax                            | octobre 2005               | -                                        |
| Slayers Online                               | Équipe amateur              | Aucun                             | décembre 2002              | -                                        |
| Spiral Knights                               | Three Rings Design          | Sega                              | 22 avril 2011              | -                                        |
| Terra Militaris                              | Snail Games                 | gPotato Europe                    | novembre 2010              | -                                        |
| The Tower of Druaga: The Recovery of Babylim | Rosso Index                 | Index Multimedia                  | 22 décembre 2010           | -                                        |
| Twelve Sky 2                                 | Aeria Games                 | Aeria Games                       | 2010 (France)              | -                                        |
| Ultima Online                                | Origin Systems              | Origin Systems                    | septembre 1997             | -                                        |
| Vanguard: Saga of Heroes                     | Sigil Games Online          | Sony Online Entertainment         | janvier 2007               | -                                        |
| Vikings: War of Clans                        | Plarium                     | Plarium                           | décembre 2015              | -                                        |
| Voyage Century                               | Snail Game                  | IGG                               | décembre 2006              | -                                        |
| Wakfu                                        | Ankama Games                | Ankama Games                      | 29 février 2012            | -                                        |
| Wakfu : Les Gardiens                         | Ankama Games                | Ankama Games                      | 5 septembre 2009           | 14 octobre 2014                          |
| Warhammer Online: Age of Reckoning           | EA Mythic                   | Electronic Arts                   | septembre 2008             | -                                        |
| NosTale                                      | Entwell                     | GameForge AG                      | décembre 2006              | -                                        |
| Warspear Online                              | AIGRIND LLC                 | AIGRIND LLC                       | juin 2008                  | -                                        |
| World of Warcraft                            | Blizzard Entertainment      | Blizzard Entertainment            | novembre 2004              |                                          |

## Futuriste
| Titre                                          | Développeur                   | Éditeur                     | Date de sortie | Activité                          |
| ---------------------------------------------- | ----------------------------- | --------------------------- | -------------- | --------------------------------- |
| AirRivals (en)                                 | subagames                     | Gameforge AG                | mai 2009       | -                                 |
| Anarchy Online                                 | Funcom                        | Funcom                      | juin 2001      | -                                 |
| Ansaerrys                                      | Lessard Développement         | -                           | juillet 2012   | -                                 |
| Auto Assault                                   | NetDevil                      | NCsoft                      | avril 2006     | Jeu arrêté en 2007                |
| Battlestar Galactica Online                    | Bigpoint                      | Bigpoint                    | février 2011   | -                                 |
| BOTS                                           | Acclaim                       | Acclaim                     | novembre 2006  | -                                 |
| Champions Online                               | Cryptic Studios               | Atari                       | septembre 2009 | -                                 |
| City of Heroes                                 | Cryptic Studios               | NCsoft                      | février 2005   | Jeu arrêté en 2012                |
| Command and Conquer: Tiberium Alliances        | EA Phenomic                   | Electronic Arts             | mai 2012       | -                                 |
| DC Universe Online                             | Sony Online Entertainment     | Sony Online Entertainment   | janvier 2011   | -                                 |
| Earth and Beyond                               | Westwood Studios              | Electronic Arts             | septembre 2002 | Jeu arrêté en 2004                |
| Entropia Universe                              | MindArk                       | MindArk                     | janvier 2003   | -                                 |
| EVE Online                                     | CCP                           | CCP                         | mai 2003       | -                                 |
| Face of Mankind                                | Duplex Systems                | Ojom                        | août 2006      | Jeu arrêté en 2007                |
| Mankind                                        | O2 Online Entertainment       | O2 Online Entertainment     | décembre 1998  | -                                 |
| The Matrix Online                              | Monolith Productions          | Sony Online Entertainment   | avril 2005     | Jeu arrêté en 2009                |
| Neocron 2: Beyond Dome of York                 | Reakktor Media GmbH           | CDV Software                | septembre 2002 | -                                 |
| Perpetuum                                      | Avatar Creations              | Gamestorm                   | novembre 2010  | -                                 |
| PlanetSide                                     | Sony Online Entertainment     | Sony Online Entertainment   | mai 2003       | Jeu arrêté en 2016                |
| PlanetSide 2                                   | Sony Online Entertainment     | Sony Online Entertainment   | Novembre 2012  |                                   |
| Purge                                          | Freeform Interactive          | Freeform Interactive        | avril 2003     | -                                 |
| Ryzom                                          | Winch Gate Property Ltd       | Winch Gate Property Ltd     | septembre 2004 | -                                 |
| Space Invasion                                 | Bigpoint                      | Bigpoint                    | 2005           | -                                 |
| Star Trek Online                               | Cryptic Studios               | Perfect World Entertainment | février 2010   | -                                 |
| Star Wars Galaxies                             | Sony Online Entertainment     | LucasArts                   | novembre 2003  | Jeu arrêté en 2011                |
| Star Wars: The Old Republic                    | BioWare                       | LucasArts                   | décembre 2011  | -                                 |
| Tabula Rasa                                    | Destination Games             | NCsoft                      | novembre 2007  | Jeu arrêté en 2008.               |
| TEM la firme (Terraforming Enterprise of Mars) | Kassor Core Studio            | Kassor Core Studio          | 2001           | -                                 |
| Unity Space Conquest (Mankind 2)               | Quantex Online Entertainement | Microsoft                   | 2020           | -                                 |
| Vendetta Online                                | Guild Software                | Strategy First              | novembre 2004  | -                                 |
| World Zero                                     | Massive Creators              | Massive Creators            | mai 2010       | Nouvelle version depuis Mars 2011 |
| Arkedya                                        | Indépendant                   | Indépendant                 | avril 2023     | -                                 |

## Divers
| Titre                      | Développeur                | Éditeur                   | Date de sortie            | Activité                                        |
| -------------------------- | -------------------------- | ------------------------- | ------------------------- | ----------------------------------------------- |
| LaPoudre                   | laPoudre                   | laPoudre                  | septembre 2002            | -                                               |
| A Tale in the Desert (en)  | eGenesis                   | eGenesis                  | février 2003              | -                                               |
| Cities XL                  | Monte Cristo               | Monte Cristo              | 8 octobre 2009            | Le 8 mars 2010, la partie online est fermée     |
| Florkiz                    | Hameuc (Sas0s graphiste)   |                           | août 2014                 | -                                               |
| Disney's Toontown Online   | Walt Disney Internet Group | The Walt Disney Company   | juin 2003                 | Version française arrêtée le 30 septembre 2009. |
| eRepublik                  | eRepublik Labs             | eRepublik Labs            | octobre 2008 (France)     | -                                               |
| Euro Truck Simulator 2     | SCS Software               | SCS Software              | Juillet 2021              |                                                 |
| Fall Guys                  | Mediatonic                 | Devolver Digital          | 4 août 2020               | -                                               |
| Fantage                    | Fantage.com                | Fantage.com               | avril 2008                | -                                               |
| Fortnite                   | Epic Games                 | Epic Games                | 21 juillet 2017           | -                                               |
| Habbo Hotel                | Sulake Corporation         | Sulake Corporation        | novembre 2004 (France)    | Version française arrêt prévue le 31 mars 2023. |
| Komity                     | Komity Limited             | Komity Limited            | septembre 2009 (France)   | -                                               |
| PangYa                     | Ntreev Soft                | GOA                       | mai 2007                  | -                                               |
| PowerPlay Manager          | POWERPLAY MANAGER, s.r.o.  | POWERPLAY MANAGER, s.r.o. | septembre 2008            | -                                               |
| Second Life                | Linden Lab                 | Linden Lab                | juillet 2003 (États-Unis) | -                                               |
| Ski: Children of the light | Thatgamecompany            | Thatgamecompany           | 2019                      |                                                 |
| Les Sims Online            | Maxis                      | Electronic Arts           | janvier 2000              | -                                               |
| Voyage Century             | Snail Game                 | Igg                       | décembre 2006             | -                                               |
| World War II Online        | Cornered Rats Software     | Playnet.inc               | juin 2001                 | -                                               |
| Humanimal                  | Association Humanimal      | Association Humanimal     | février 2010              | -                                               |
| The Secret World           | Funcom                     | Electronic Arts           | juillet 2012              | -                                               |
| Street Gears               | Gala-Net                   | NFlavor                   | 05 mars 2009              | -                                               |

## Combat
| Titre          | Développeur        | Éditeur  | Date de sortie | Activité              |
| -------------- | ------------------ | -------- | -------------- | --------------------- |
| Rumble Fighter | Gretech et Nimonix | OgPlanet | Aout 2007      | Update chaque semaine |

## Jeux de gestion
| Titre                  | Développeur        | Éditeur            | Date de sortie | Activité                                 |
| ---------------------- | ------------------ | ------------------ | -------------- | ---------------------------------------- |
| GamerFlot Trading Ltd. |                    |                    | Mai 2009       | Décompte de situation de jeu chaque jour |
| Projet génésis         | Des Gamers         |                    | Juillet 2006   | Conquête Spatiale                        |
| Roblox                 | Roblox Corporation | Roblox Corporation | Juin 2004      | Jeu de construction                      |

## En développement
| Titre                       | Développeur             | Éditeur              | Date de sortie                               | Activité                                                               |
| --------------------------- | ----------------------- | -------------------- | -------------------------------------------- | ---------------------------------------------------------------------- |
| 9Lives Arena                | Touchhour               | Touchhour            | 2024                                         | En cours de développement (février 2023)                               |
| All Points Bulletin         | Webzen                  | Realtime Worlds      | US-28 juin / EU-2 Juillet 2010               | -                                                                      |
| The Chronicles of Spellborn | Spellborn International | Frogster Interactive | US-5 décembre 2008 /FR-début de l'année 2009 | -                                                                      |
| Football Superstars         | Cybersports             | Monumental           | 31 décembre 2008                             | Jeu en bêta test                                                       |
| Ornar                       | Valnar                  | Valnar               | ?                                            | En Développement                                                       |
| PlaneShift                  | Atomic Blue             | Atomic Blue          | Dernière version sortie le 25 mars 2013      |                                                                        |
| Shin Sekai Online           | Équipe amateur          | Aucun                | 2012                                         | Jeu en pré-alpha                                                       |
| Star citizen                | Cloud imperium games    | Cloud imperium games | inconnue                                     | Début du développement en 2012, ouverture de l'alpha publique en 2015. |

## Annulés
| Titre            | Développeur               | Éditeur             | Date de sortie                            | Activité                         |
| ---------------- | ------------------------- | ------------------- | ----------------------------------------- | -------------------------------- |
| The Agency       | Sony Online Entertainment | Sony Online Seattle | Annulé                                    | -                                |
| PlayStation Home | Sony                      | Sony                | Beta publique ouverte le 11 décembre 2008 | Arrêt du service le 31 Mars 2015 |
| Stargate Worlds  | Cheyenne Mountain         | Firesky             | Développement arrêté en 2012              |                                  |